# Stanley Elkin
Stanley Elkin född 11 maj 1930 i Brooklyn, New York, död 31 maj 1995 i Saint Louis, Missouri, var en amerikansk författare.
Elkin studerade litteraturvetenskap och undervisade på olika universitet.